# آنافورا (نمایش)
آنافورا (ἀναφορά)، دعای عشای ربانی، یا شکرگزاری بزرگ، بخشی از مراسم عشای ربانی مسیحی است که در آن، از طریق دعای شکرگزاری، عناصر نان و شراب تقدیس/دست‌گذاری می‌شوند. شکل رایج آیین تاریخی آیین رومی «کانون توده» نامیده می‌شود.